# Bajesd

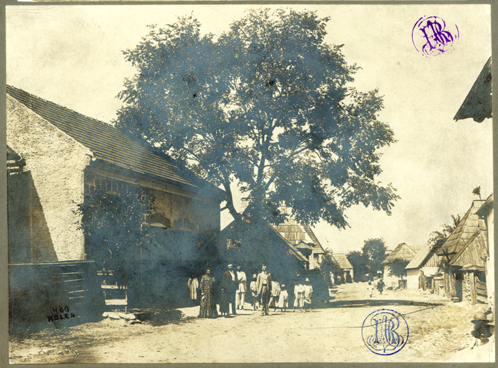
Bajesdi utcakép a 20. század elejéről

Bajesd (románul: Băiești) falu Romániában, Erdélyben, Hunyad megyében.

## Nevének eredete
Neve a régi román Bae személynév helységnévképzős alakja, jelentése kb. 'Bae népe', 'Bae emberei'. Először 1447-ben említették, Boyesd és Bayesd alakban.

## Fekvése
A Hátszegi-medencében, a Sztrigy bal partján, Hátszegtől tíz kilométerre délkeletre fekszik.

## Népessége
- 1790-ben 504 görögkatolikus lakosát írták össze. Az adat a népességszámra vonatkozóan helytálló lehet, de a görögkatolikusok számaként semmiképpen, ugyanis a hitközség kétharmada 1782-ben ortodox hitre tért. Az 1785-ben lezajlott népszámlálás idején családfői 63%-a volt nemes, 19%-a zsellér.[1]
- 1880-ban 691 lakosából 621 volt román, 16 magyar és 53 egyéb (valószínűleg cigány) anyanyelvű; 442 ortodox, 224 görögkatolikus, tizenegy római katolikus, tíz református és négy zsidó vallású.
- 2002-ben 288 lakosából 277 volt román és tíz cigány nemzetiségű; 278 ortodox, hét görögkatolikus és három egyéb vallású.

## Története
A 15. században Déva és Hunyad, a 16. században Hátszeg várához tartozó kenézi jogú román falu volt. 1683-ban 28 román kisnemesi család lakta (magyar helyesírással a Vitán, Balika, Hora, Buda, Farkas, Koszta, Halmágy, Szirb, Nándra, Kornya, Pogán és Szeben családok tagjai). A Habsburg hatóságok a faluba hívták össze 1699. január 21-re a Hátszegi kerület román papjainak gyűlését, amelyen az egyházi unióról kellett állást foglalniuk. Az ortodox papok kitartottak az ortodox vallás mellett, tíz román református lelkész pedig, közöttük a bajesdi is, reformátusok kívántak maradni. A későbbiekben a hátszegi román prédikátorrá kinevezett Bajesdi Farkas József helyett a bajesdi eklézsiába 1704-ben még egy Ioan prédikátort helyeztek. Ez azonban az utolsó tudósítás román nyelvű református egyházáról, református kisnemesei a görögkatolikus felekezethez csatlakoztak.. 1733-ban 48 családdal és három unitus pappal írták össze. 1764-től lakóinak nemtelen jogállású kisebb része az Első erdélyi román határőrezred keretében teljesített szolgálatot 1851-ig. A 19. században a bajesdi kisnemesek – más Hátszeg vidéki román vallású és nyelvű nemesekhez hasonlóan – a magyarok és románok közötti köztes „nemes” (nemeși) csoporthoz tartoztak. Ezeket a nemeseket elsődleges etnikus identitásuk a környező rumân (volt zsellér illetve jobbágy) lakossággal állította szembe, és bizonyos kontextusokban hajlamosak voltak magukat magyarként azonosítani. Bajesd azon kevés falu egyike volt, ahol ez a társadalmi/etnikai kategória a lakosság többségét alkotta. A dualista magyar állam számára elsődlegesnek számított ezen népesség elmagyarosítása, és igen korán, már 1882-ben magyar nyelvű állami iskolát létesítettek a településen. Bár a magyar iskola ezután négy évtizeden keresztül működött, 1910-ben csupán a nem magyar bajesdiek 17%-a nyilatkozta, hogy beszél magyarul. A 20. század első évtizedében Bajesdet a Hátszegi-medence egyik leggazdagabb falujának tartották. 1911-ben a Rusorból átterjedő tűzben leégett.

## Nevezetességek
- A mindenszentek vasárnapja ortodox templom eredetileg a 15. századból való. 1720–21-ben felújították és átépítették, a mai félkörívű apszist 1836-ban adták hozzá. A 17–18. században ezt a templomot használta a falu református gyülekezete, a 18–20. században pedig a görögkatolikusok.
- Az Istenanya elszenderülése ortodox templomot a görögkatolikus egyházból kivált ortodox többség építette 1789–90-ben.